# ویلنر پیکون
ویلنر پیکون (فرانسوی: Wilner Piquant‎؛ زادهٔ ۴ دسامبر ۱۹۵۱) بازیکن فوتبال اهل هائیتی بود.
وی همچنین در تیم ملی فوتبال هائیتی بازی کرده‌است.